# Stenomorda
Stenomorda là một chi bọ cánh cứng trong họ Mordellidae.
Chi này được miêu tả khoa học năm 1950 bởi Ermisch.

## Các loài
Chi này gồm các loài:
- Stenomorda fasciata Ermisch, 1968
- Stenomorda flavipes Ermisch, 1968
- Stenomorda notoensis Pic, 1921
- Stenomorda tetraspilota (Fairmaire, 1895)
- Stenomorda vittatipennis (Pic, 1931)